# ジェームス・キャラハン (ボクサー)
ジェームス・キャラハン（James Callaghan、1956年5月3日 - ）は、イギリスの元プロボクサー。日本のリングで活躍。元日本ミドル級チャンピオン。イングランド・リヴァプール出身。協栄河合ジム所属。

## 経歴
英国人の父と日本人の母との間に生まれる。横浜で育ち、英国でアマのリングに上がる。25戦24勝のレコードを残して1978年、日本でプロデビュー。1980年1月9日、プロ4戦目でダイナマイト松尾を8回KOし、日本ミドル級王者となる。米倉健志の5戦目を抜く当時の新記録であり、後に友伸ナプニ、平仲明信、辰吉丈一郎、井上尚弥と並ぶ日本王座最速奪取記録であったが、2022年に但馬ミツロにより2戦に更新された。
同年8月12日、岡本積を8回KOして初防衛に成功したが、その後病気を理由にタイトルを返上、無敗のまま引退した。

## 通算戦績
6戦6勝（4KO）